# Likopin

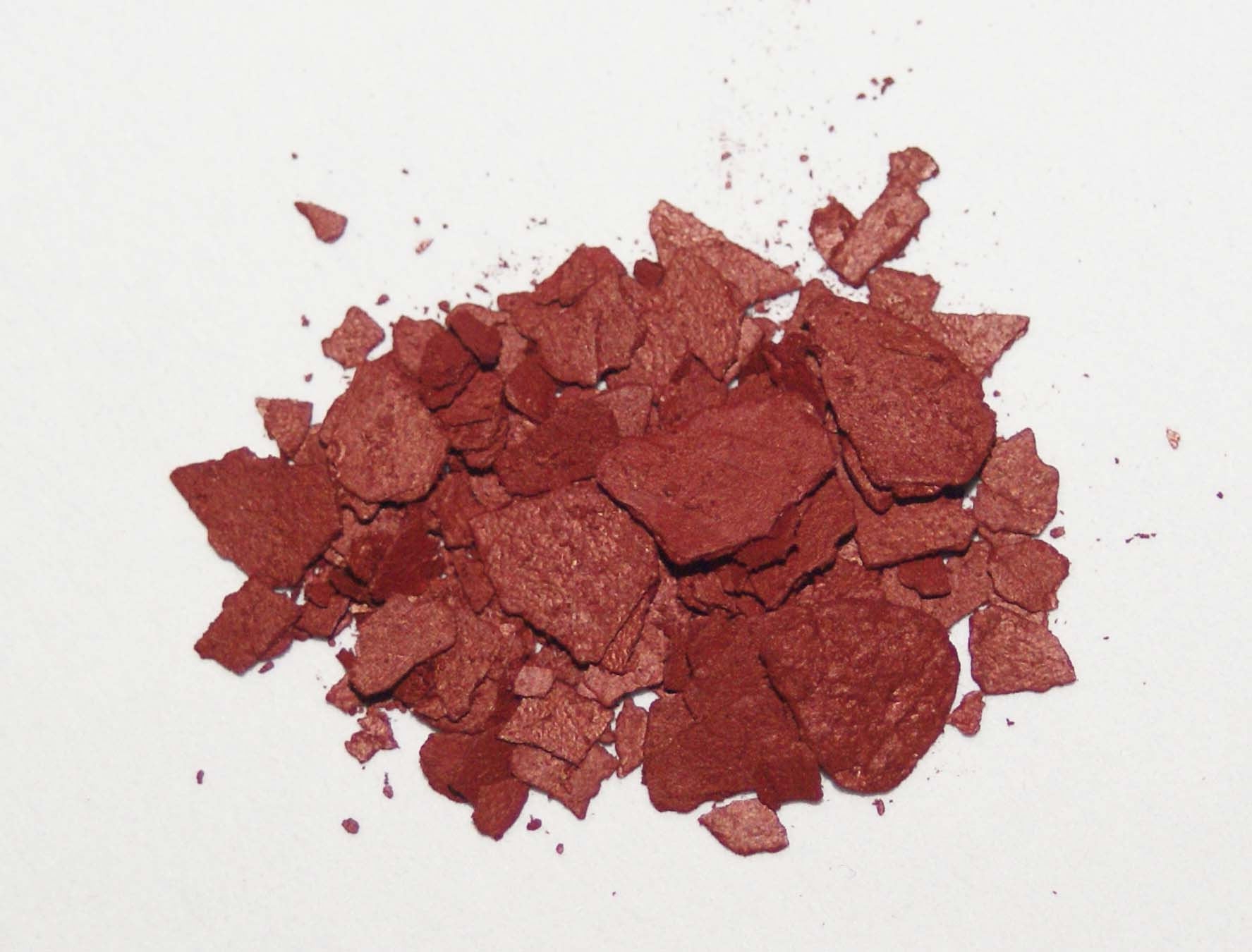
Likopin

A likopin egy vörös színű karotin. A paradicsom (Solanum lycopersicum) színanyaga – nevét innen kapta –, de sok más bogyós gyümölcs színét is ez adja (például csipkebogyó, görögdinnye).
Kénsavval, triklórecetsavval mélykék elszíneződést mutat.
A karotin izomerje. 
Koncentrációja érett paradicsomban kb. 3,9-5,6 mg/100 g termés.
Erős antioxidáns, képes a szabad gyököket semlegesíteni, így védi a szervezetet a rák kialakulásától. Elsősorban prosztatarák megelőzésében találták hatékonynak. 
Mivel vízben rosszul oldódik, ezért leginkább zsíros, olajos oldatban, paradicsomszószként fogyasztva szívódik fel.
Élelmiszeradalékként mint színezéket használják (E160d).